# Alpaida murtinho
Alpaida murtinho là một loài nhện trong họ Araneidae.
Loài này thuộc chi Alpaida. Alpaida murtinho được Herbert Walter Levi miêu tả năm 1988.